# Montaimont
Montaimont ist eine Commune déléguée mit 212 Einwohnern (Stand 1. Januar 2022) in der Gemeinde Saint François Longchamp im Département Savoie in der Region Auvergne-Rhône-Alpes. Sie gehörte zum Arrondissement Saint-Jean-de-Maurienne und zum Kanton Saint-Jean-de-Maurienne (bis 2015: Kanton La Chambre). Die Einwohner werden Taimonins genannt.
Mit Wirkung vom 1. Januar 2017 wurden die ehemaligen Gemeinden Montaimont und Montgellafrey mit Saint-François-Longchamp fusioniert und so eine Commune nouvelle gleichen Namens geschaffen, die jedoch zur besseren Unterscheidung ohne Bindestriche geschrieben wird.

## Geographie
Montaimont liegt etwa 39 Kilometer ostsüdöstlich von Chambéry und etwa 52 Kilometer ostnordöstlich von Grenoble. 
Im Umland führt die Autoroute A43 entlang.

## Bevölkerungsentwicklung
| Jahr                      | 1962 | 1968 | 1975 | 1982 | 1990 | 1999 | 2006 | 2013 |
| Einwohner                 | 382  | 249  | 191  | 128  | 132  | 136  | 151  | 157  |
| Quelle: Cassini und INSEE |      |      |      |      |      |      |      |      |

## Sehenswürdigkeiten
- Kirche von Montaimont
- Kapellen Notre-Dame von Beaurevers, Kapelle Saint-Bernard in Methon und Kapelle Sainte-Marguerite

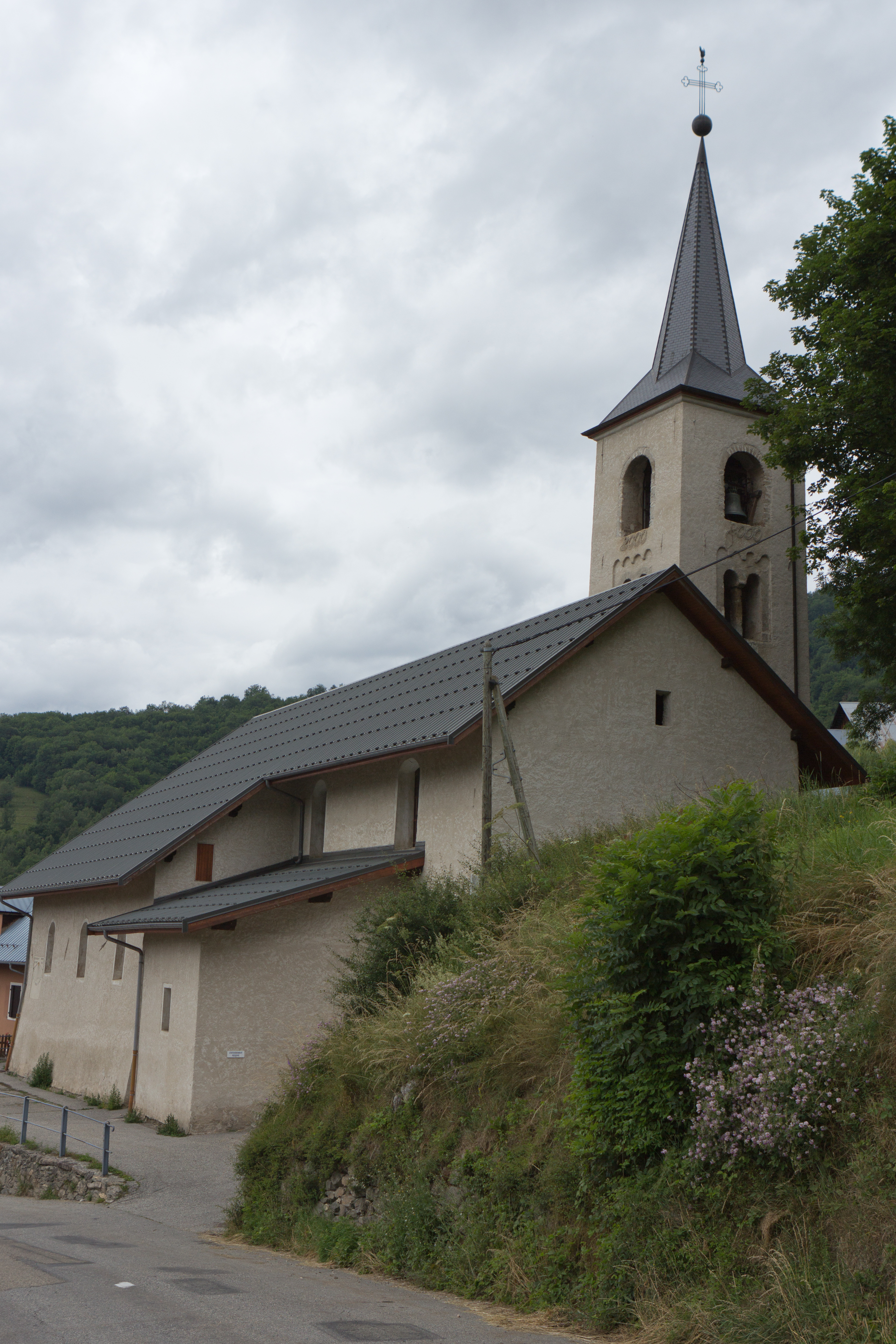
Kirche von Montaimont
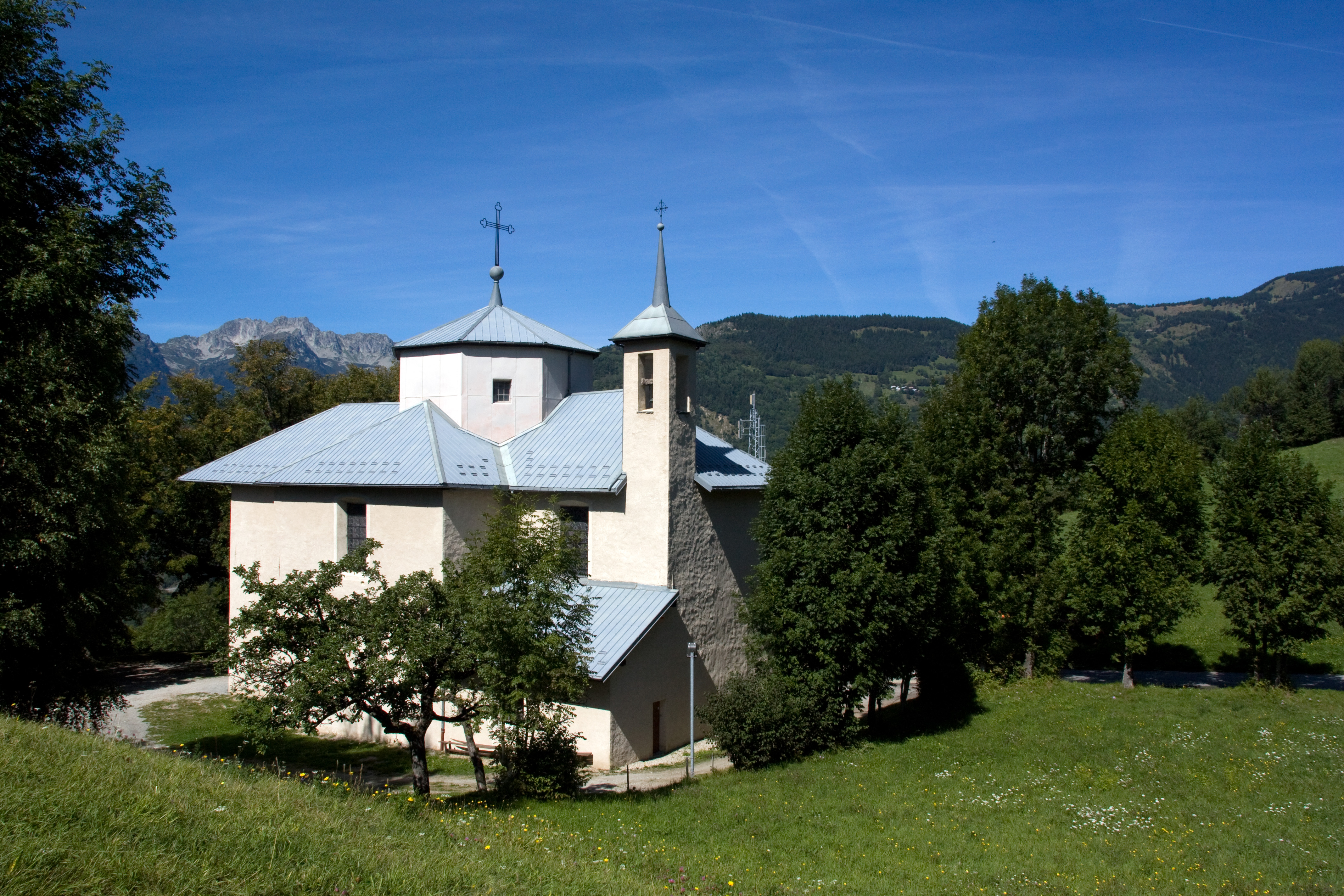
Kapelle Notre-Dame in Beaurevers